# Auremir
Auremir (* 10. September 1991 in Recife; mit vollem Namen Auremir Evangelista dos Santos) ist ein brasilianischer Fußballspieler.

## Karriere
Auremir begann seine Profikarriere 2010 bei Náutico Capibaribe. 2011 und 2012 wurde er an die Vereine Botafogo FC (PB) bzw. CR Vasco da Gama ausgeliehen. 2013 spielte er wieder für Náutico und spielte anschließend der Reihe nach für jeweils eine Saison für diverse brasilianische Vereine.
Zur Saison 2017/18 wechselte Auremir zum türkischen Erstligisten Sivasspor. Nach einer Spielzeit zog der innerhalb der Liga zum Aufsteiger BB Erzurumspor weiter. Bereits nach einer Saison verließ er diesen Klub und heuerte bei Ceará SC an.